# Tour de Southland
El Tour de Southland es una carrera ciclista por etapas neozelandesa disputada en Southland. 
Creada en 1956, fue profesional desde 2002 en la categoría 2.5 (última categoría del profesionalismo) y desde la creación de los Circuitos Continentales UCI en 2005 formó parte del UCI Oceania Tour, dentro de la categoría 2.2 (igualmente última categoría del profesionalismo). Desde la edición 2010, el evento ya no es profesional y los disputan principalmente corredores locales. La prueba, sin embargo es una de las más prestigiosas de Nueva Zelanda.

## Palmarés
En negrita: edición profesional.
| Año  | Ganador               | Segundo          | Tercero                |
| ---- | --------------------- | ---------------- | ---------------------- |
| 1956 | Kelvin Hastie         |                  |                        |
| 1957 | Tom Tindale           |                  |                        |
| 1959 | Warwick Dalton        |                  |                        |
| 1960 | Gary Ulmer            |                  |                        |
| 1961 | Warwick Dalton        |                  |                        |
| 1962 | Tony Walsh            |                  |                        |
| 1963 | Dick Johnstone        |                  |                        |
| 1964 | Malcolm Powell        |                  |                        |
| 1965 | Tino Tabak            |                  |                        |
| 1966 | Tino Tabak            |                  |                        |
| 1967 | Tino Tabak            |                  |                        |
| 1968 | Merv Davis            |                  |                        |
| 1969 | Warwick Dalton        |                  |                        |
| 1970 | David Gee             |                  |                        |
| 1971 | John Dean             |                  |                        |
| 1972 | Blair Stockwell       |                  |                        |
| 1973 | Michael Hughes        |                  |                        |
| 1974 | Bruce Ramsey          |                  |                        |
| 1975 | Chris Hogan           |                  |                        |
| 1976 | Paul Jesson           |                  |                        |
| 1977 | Wayne Perkinson       | Paul Jesson      |                        |
| 1978 | Paul Jesson           |                  |                        |
| 1979 | Eric McKenzie         |                  |                        |
| 1980 | Anthony Cuff          |                  |                        |
| 1981 | Stephen Cox           |                  |                        |
| 1982 | Stephen Cox           |                  |                        |
| 1983 | Jack Swart            |                  |                        |
| 1984 | Jack Swart            |                  |                        |
| 1985 | Brian Fowler          |                  |                        |
| 1986 | Brian Fowler          |                  |                        |
| 1987 | Brian Fowler          |                  |                        |
| 1988 | Brian Fowler          |                  |                        |
| 1989 | Brian Fowler          |                  |                        |
| 1990 | Brian Fowler          |                  |                        |
| 1991 | Stuart Lowe           |                  |                        |
| 1992 | Brian Fowler          |                  |                        |
| 1993 | Landrey Burt          |                  |                        |
| 1994 | Doug Bath             |                  |                        |
| 1995 | Brian Fowler          |                  |                        |
| 1996 | Gordon McCauley       |                  |                        |
| 1997 | Graeme Miller         |                  |                        |
| 1998 | Scott Guyton          |                  |                        |
| 1999 | Graeme Miller         |                  |                        |
| 2000 | Glen Mitchell         |                  |                        |
| 2001 | Karl Moore            | Ryan Russell     | Jeremy Robinson        |
| 2002 | John Lieswyn          | Scott Guyton     | Heath Blackgrove       |
| 2003 | Scott Guyton          | Jeremy Yates     | Fraser Mac Master      |
| 2004 | John Lieswyn          | Glen Mitchell    | Scott Guyton           |
| 2005 | Gordon McCauley       | Jaaron Poad      | Anthony Chapman        |
| 2006 | Hayden Roulston       | Robert McLachlan | Jeremy Raymond Vennell |
| 2007 | Hayden Roulston       | Marc Ryan        | Logan Dennis Hutchings |
| 2008 | Hayden Roulston       | Gordon McCauley  | Heath Blackgrove       |
| 2009 | Heath Blackgrove      | Jack Bauer       | Tom Findlay            |
| 2010 | Hayden Roulston       | Jack Bauer       | Jeremy Yates           |
| 2011 | Joshua Atkins         | Patrick Bevin    | Timothy Gudsell        |
| 2012 | Michael Northey       | Hayden Roulston  | Michael Vink           |
| 2013 | James Oram            | Taylor Gunman    | Sam Lindsay            |
| 2014 | Mitchell Lovelock-Fay | Joseph Cooper    | Hayden McCormick       |
| 2015 | Brad Evans            | Robbie Hucker    | Michael Northey        |
| 2016 | Aaron Gate            | Michael Vink     | Sjoerd Kouwenhoven     |
| 2017 | James Piccoli         | Michael Vink     | Michael Torckler       |
| 2018 | Michael Vink          | Hamish Bond      | Samuel Gaze            |
| 2019 | Michael Vink          | Alex Heaney      | Hamish Schreurs        |
| 2020 | Aaron Gate            | Michael Vink     | James Oram             |
| 2021 | Michael Vink          | Luke Mudgway     | Logan Currie           |
| 2022 | Josh Burnett          | Carter Bettles   | Josh Kench             |